# DDR-Meisterschaften im Fechten 1956
Die DDR-Meisterschaften im Fechten 1956 waren die fünfte Austragung der nationalen Titelkämpfe der Deutschen Demokratischen Republik im Fechten. Die Einzelmeisterschaften fanden um den 2. Juni 1956 in Erfurt statt,  während die Mannschaftsmeisterschaften vom 18. bis 20. November 1956 in Halle/Saale ausgetragen wurden.

## Medaillengewinner

### Einzelmeisterschaften
| Disziplin | Gold                                                | Silber                                      | Bronze                                    |
| Männer    | Männer                                              | Männer                                      | Männer                                    |
| --------- | --------------------------------------------------- | ------------------------------------------- | ----------------------------------------- |
| Florett   | Heinz Ebert (BSG Einheit Mitte Karl-Marx-Stadt)     | Dieter Athenstedt (BSG Empor Mitte Leipzig) | Rudi Kneip (BSG Empor Mitte Leipzig)      |
| Degen     | Rudi Kneip (BSG Empor Mitte Leipzig)                | Dieter Athenstedt (BSG Empor Mitte Leipzig) | Gerhard Gräfenstein (BSG Post Erfurt)     |
| Säbel     | Heinz Ebert (BSG Einheit Mitte Karl-Marx-Stadt)     | Dieter Athenstedt (BSG Empor Mitte Leipzig) | Herbert Beyrich (BSG Empor Mitte Leipzig) |
| Frauen    |                                                     |                                             |                                           |
| Florett   | Christa Freitag (BSG Einheit Mitte Karl-Marx-Stadt) | Elisabeth Herold (BSG Empor Mitte Leipzig)  | Karin Lohse (BSG Turbine Frankenberg)     |

### Mannschaftsmeisterschaften
| Disziplin | Gold                                                                           | Silber                                                                                                   | Bronze |
| Männer    | Männer                                                                         | Männer                                                                                                   | Männer |
| --------- | ------------------------------------------------------------------------------ | --- | ------ |
| Florett   | BSG Empor Mitte Leipzig                                                        | BSG Motor West Zella-Mehlis Werner Hübner Waldemar Kührt Langenhan Herbert Schöne Erich Wahl             |        |
| Degen     | BSG Empor Mitte Leipzig                                                        | |        |
| Säbel     | BSG Empor Mitte Leipzig                                                        | |        |
| Frauen    |                                                                                | |        |
| Florett   | BSG Motor West Zella-Mehlis Elise Denecke Göcking Ilse König Hildegard Schulze | BSG Empor Mitte Leipzig Charlotte Fischer Hildegard Gipp Elisabeth Herold Annelies Walther Cilli Winkler |        |

## Medaillenspiegel
Der Medaillenspiegel umfasst lediglich die achtzehn bekannten Medaillen, sechs weitere Medaillengewinner sind nicht erfasst.
| Rang   | Verein                                  | Gold | Silber | Bronze | Gesamt |
| ------ | --------------------------------------- | ---- | ------ | ------ | ------ |
| 1.     | BSG Empor Mitte Leipzig                 | 4    | 5      | 2      | 11     |
| 2.     | BSG Einheit Mitte Karl-Marx-Stadt       | 3    | 0      | 0      | 3      |
| 3.     | BSG Motor West Zella-Mehlis             | 1    | 1      | 0      | 2      |
| 4.     | BSG Post Erfurt BSG Turbine Frankenberg | 0    | 0      | 1      | 1      |
| Gesamt | Gesamt                                  | 8    | 6      | 4      | 18     |